# Metro 2034
Metro 2034 ist ein dystopischer Roman des russischen Autors Dmitri Gluchowski aus dem Jahr 2009 und indirekter Nachfolger des Romans Metro 2033. Wie bereits im Vorgängerroman spielt die Handlung in einem zukünftigen Moskau, dessen oberirdischer Teil nach einem Atomkrieg unbewohnbar geworden ist. Die wenigen Überlebenden sind gezwungen, in der teilweise ebenfalls zerstörten Metro zu leben.
Gluchowski hat das Buch in ein Kunstprojekt verwandelt und bat den bekannten russischen „electronic performer“ Dolphin einen Originalsoundtrack (kurz OST) für den Roman zu schreiben. Derweil arbeitete Anton Gretchko an einer Galerie aus Ölbildern.

## Handlung
Die Handlung knüpft ein Jahr nach den Vorkommnissen von Metro 2033 an. Die Station Sewastopolskaja, eine der größten Stromlieferanten für die Ringlinie, muss sich aufgrund wiederkehrender Monsterangriffe mühsam verteidigen. Als eines Tages die wöchentliche Karawane zur Serpuchowskaja nicht zurückkehrt und die Telefonleitung zur Hanse ausfällt, steigt die Alarmbereitschaft. Der Stationsvorsteher Wladimir Iwanowitsch Istomin entscheidet sich dazu, drei Soldaten loszuschicken, um das Verschwinden der schwer bewachten Karawane zu untersuchen. Nachdem diese nach drei Tagen immer noch nicht zurückgekehrt sind, kippt die Stimmung in der Station.
Der Brigadier Hunter will der Sache auf den Grund gehen. Hunter war zwei Monate zuvor, bereits tot geglaubt, als wortkarger und starker Kämpfer zur Verteidigung der Station gestoßen. Zu diesem Zweck nimmt er den bereits alten Soldaten Nikolai Iwanowitsch, von allen Homer genannt, mit, der vor dem Atomkrieg in der Moskauer U-Bahn als Streckenwärter gearbeitet hat und die Tunnel kennt. Trotz eines Anrufes von der Station Tulskaja, eine Station vor der Serpuchowskaja, in dem der Anführer des nicht mehr zurückgekehrten Suchtrupps vor einer Stürmung warnt, bereitet der militärische Kommandeur Oberst Denis Michailowitsch eine Stürmung vor, Istomin jedoch befiehlt, Hunter zumindest zwei Tage Zeit zu geben.
Zu dritt machen sich Hunter, Homer und der junge Soldat Achmed auf den Weg in Richtung Serpuchowskaja. In der ersten Station, Nachimowski Prospekt, treffen sie auf sogenannte Leichenfresser. Die weißen, haarlosen und spinnenähnlichen Primaten ernähren sich ausschließlich von Aas. In der mysteriösen Station Nagornaja kommt plötzlicher Nebel auf, Hunter wird in ein Gefecht mit einem von seinen Begleitern nicht wahrzunehmenden Wesen verwickelt. Beide entkommen aus der Station, gelangen jedoch über eine Tunnelwendung orientierungslos zurück: Der verzweifelte Achmed beschließt nun, sich der Station zu opfern, Homer gerät in Panik und muss erst von Hunter niedergeschlagen werden, damit dieser ihn aus der Station retten kann.
An der Tulskaja führt Hunter ein Gespräch mit den anscheinend noch lebenden Kämpfern der Karawane, diese riegeln die Station danach jedoch ab. In Homer wächst ein Verdacht gegen den zunehmend unkontrollierter und brutaler werdenden Hunter, der zurück an der Sewastopolskaja die Stürmung fordert und über einen riskanten Umweg mit Homer Unterstützung mit Flammenwerfern an der Polis organisieren will. Auf dem Weg treffen sie die junge Sascha, die mit ihrem Vater, einem ehemaligen Militärkommandanten, in der Verbannung zwischen den Stationen lebte, bis dieser durch die Strahlung stirbt, die er als Stalker ertragen musste, um ihr Überleben zu sichern. Sascha reist mit den beiden Männern weiter zur Hanse, da sie sich zur Rettung des unberechenbaren und inzwischen mordlustigen Hunters berufen fühlt. Homer hat mittlerweile über die Tagebücher des Funkers der Karawane das Rätsel selbst lösen können: Ein tödliches Virus hat die Männer befallen, Hunter will diese Gefahr für die gesamte Metro auslöschen.
Hunter wird nach einem Kampf an der Pawelezkaja mit deren Verteidigern gegen zwei gewaltige weiße Raubkatzen verwundet, jedoch gelangen die drei durch Hunters Einsatz daraufhin endlich in das Kerngebiet der dankbaren Hanse. Am Krankenbett weist er Sascha, die versucht zu ihm durchzudringen, harsch zurecht und provoziert sie zum Verlassen der Station über die Oberfläche. Homer findet sie nach ihrer Rettung durch einen Stalker wieder in der Station und reist mit ihr und dem jungen und faszinierenden Musikanten Leonid, der anscheinend ein Auge auf Sascha geworfen hat, Hunter nach. Sascha trennt sich jedoch von Homer, als Leonid sich als Mitglied der „Smaragdenen Stadt“, Legenden nach ein geheimer Ort der Kultur und des Wissens unter der ehemaligen Universität, offenbart, und ein Heilmittel offeriert. Homer findet Hunter, der in der Polis in Haft genommen wurde und ihn bittet, seinen Vorgesetzten Melnik zu alarmieren, ehe sein dunkles Inneres die Oberhand gewinnt. Von diesem bekommt Hunter aufgrund dessen Vertrauens die Unterstützung zugesichert, obwohl Unzurechnungsfähigkeit und Wahnsinn bei ihm bereits Oberhand gewonnen haben. Seine Bewacher hat er praktisch grundlos getötet.
Währenddessen gelangt Sascha durch Leonid auf teils wunderliche Weise auf das Gebiet der roten Linie. Dort muss dieser jedoch zugeben, dass er diese Reise vor allem wegen seiner Herkunft bewerkstelligte: Er ist Sohn des Generalsekretärs Moskwin, jedoch wegen seiner verträumten Künstlerideale verstoßen worden, die smaragdene Stadt ist für ihn ebenso eine Legende wie für Sascha. Jedoch kennt er aufgrund des einstigen Auftretens in der roten Linie das Heilmittel: Strahlung. Auf abenteuerlichem Wege gelangen sie noch rechtzeitig zu Hunters Angriff auf die Serpuchowskaja, auf der Kämpfer der Polis bereits Infizierte in Schach halten müssen, wobei die Lage zu diesem Zeitpunkt durch deren Revolte eskaliert. Hunter ist bereit, gnadenlos mehrere Stationen zu opfern, um die Metro vor der schrecklichen Wirkung einer Seuche zu bewahren. Die ausbrechende Menge schlägt Leonid mit seinem faszinierenden Flötenspiel in Bann, jedoch kann Sascha Hunter nicht mehr stoppen, kurz darauf fällt Leonid durch Kugeln der Angreifer. Auf einmal wird jedoch die Station überflutet, Sascha verschwindet in den Fluten. Hunter versucht sie verzweifelt zu retten, scheitert aber durch die schließenden Schotten.
Im Epilog erfährt man von dem Tod von Hunderten an der Serpuchowskaja, jedoch konnte der Rest der Infizierten gerettet und geheilt werden. Homer ist wieder an der Sewastopolskaja, neben ihm fängt Hunter zittrig an, Leonids Melodie zu singen.

## Hintergrund
Hauptperson der Geschichte ist der alte Homer, der diesen Namen wegen seiner Beschäftigung mit alten Zeitungsartikeln und Geschichten der Metro erlangt hat. Auch die Reise mit Hunter betrachtet er als Abenteuer und um ihn stattfindende Handlung seiner „Geschichte“, die er als Vermächtnis seines Lebens der Metro hinterlassen will. Mittelpunkt dieser ist jedoch nicht er selbst, sondern vielmehr Hunter, zumal er auch selbst in der Handlung des Romans selten eine bedeutende Rolle innerhalb des Geschehens zu erfüllen scheint.
Der Brigadier Hunter ist bereits aus dem Vorgängerroman Metro 2033 bekannt, wo er zu Anfang verschwindet, nachdem er das Geheimnis der Schwarzen lüften will, hier taucht er wieder auf, durch die Einwirkung der Schwarzen jedoch am Rande des Wahnsinns stehend, da diese ihm anscheinend sein eigenes Handeln offenbart haben, in dessen Zuge er die Vernichtung der eigentlich gutwilligen Schwarzen einleitete. Sein Anspruch, die Metro kompromisslos gegen alle Gefahren zu schützen, wird durch diese Selbsterkenntnis zu seinem Fluch. Die Handlung knüpft jedoch nicht direkt an den Vorgängerroman an, auch wird nicht völlig klar, ob es sich bei einem der Soldaten namens Artjom an der Serpuchowskaja, aus dessen Sicht in kurzen Abschnitten gegen Ende des Romans berichtet wird, um den ehemaligen Protagonisten handelt.

## Ausgaben
- Dmitri Alexejewitsch Gluchowski: Metro 2034, Heyne Verlag, 2009, ISBN 978-3-453-53301-1
  - neue Auflagen:
  - Metro 2034, Heyne Verlag, 2014, ISBN 978-3-4533-1631-7
  - Metro 2033 / Metro 2034, Heyne Verlag, 2014, ISBN 978-3-4533-1593-8
  - Metro – Die Trilogie, Heyne Verlag, 2019, ISBN 978-3-4533-2062-8